# Бил Дјук
Вилијам Хенри „Бил” Дјук, Млађи (енгл. William Henry "Bill" Duke Jr.; Покипси, Њујорк, 26. фебруар 1943) амерички је филмски, позоришни и телевизијски глумац и филмски редитељ.
Глумац је дебитовао на филму 1976. године, глумећи бруталног револуционара Абдула Мохамеда Акбара у филму Аутопраоница. Године 1980. Дјук је играо хомосексуалног макроа у америчкој крими мелодрами Амерички жиголо. Са врхунцем акционе ере Бил Дјук, 194 центиметра високи афро американац обријане главе постао је тражен у улогама „тешких момака”. Најпознатије улоге које је играо биле су у филмовима Командос, Предатор, Акција Џексон, Наплата дуга, Излазне ране, Икс-мен 3: Последње упориште и Менди.
Бил Дјук је режирао неке од хит ТВ серија 1980-их, укључујући Хил Стрит Блуз и Пороци Мајамија. Такође је режирао Фурија у Харлему, На тајном задатку, Гангстер.